# Heloísa, Mexe a Cadeira
"Heloísa, Mexe a Cadeira" é o primeiro single da carreira solo do cantor brasileiro Vinny. A canção, um grande êxito no Brasil, se incorpora no gênero da dance music eletrônica e foi incluída no álbum Todomundo, de 1997.
Sobre o sucesso da canção, Vinny brinca:
| “       | "'Mexe a Cadeira' praticamente já se tornou meu sobrenome. Durante um tempo isso me incomodou, pois eu achava que o sucesso da música diminuía todo o resto do meu trabalho. Mas, com o passar dos anos, amadureci e fiz as pazes com a canção. Ela faz parte da minha história e hoje tenho orgulho disso". | ” |
| — Vinny | |   |

Já sobre a letra:
| “       | “É uma música divertida, não tem nada de filosófico. Não foi feita para isso. Foi muito mal criticada, recebida com um mau humor que não é razoável. É como pegar uma música do Jorge Ben, que é um cara da festa, e tentar analisar ‘Moro num país tropical’ como se tivesse analisando uma música profunda”. | ” |
| — Vinny | |   |

Em uma entrevista, Vinny disse acreditar que não iria mais conseguir emplacar novamente um hit nas paradas de sucesso:
| “       | "Quando lancei 'Heloísa', não tinha nada parecido com aquele beat na época. Hoje o mundo mudou, tem a internet, é muito difícil alguma música alcançar aquele sucesso". | ” |
| — Vinny | |   |

A música fez parte da trilha sonora do seriado teen Malhação.
Em 2008, a música ganhou uma versão acústica, que foi lançada com o álbum Vinny - Acústico Circular. Porém, dessa vez ela foi renomeada para "Mexe a Cadeira".

## Criação
De acordo com Vinny, a cança foi criada após ouvir a canção A Namorada de Carlinhos Brown em uma festa,outras inspirações foram o refrão de Boom Shack-A-Lak de Apache Indian e a levada funky da banda Red Hot Chili Peppers, posteriormente, a canção ganhou um remix drum and bass pelo DJ Cuca.

## Desempenho nas paradas de sucesso
- Nas rádios cariocas, a música figurou por quatro semanas em primeiro lugar.[9] A música foi uma das mais tocadas nas rádios brasileiras em 1997. Além disso, no ano de 1998, ela foi tocada 6192 vezes só nas rádios cariocas, o que a colocou no topo das mais tocadas do ano no estado.[10]